# Velký javor (Věstoňovice)
Velký javor ve Věstoňovicích (také známý jako Věstoňovický javor) je nejmohutnější a pravděpodobně i nejstarší žijící javor České republiky. Tento památný strom je ale pozoruhodný především svým mnohačetně otevřeným dutým kmenem, který je porostlý mechem a svým vzhledem vzdáleně připomíná mořské korály, nebo krasové útvary. Velký javor se nachází na kraji lesa západně od Věstoňovic. Pokud půjdeme po polní cestě, která vybíhá z asfaltové cesty na západním kraji obce Věstoňovice, přijdeme k lesu. Zhruba 200 metrů od tohoto místa prochází žlutá turistická trasa. V těchto místech (asi 80 metrů vpravo od cesty) se javor nachází. Strom byl navržen do soutěže Strom roku a stal se finalistou v roce 2010 (získal 6. místo).

## Základní údaje
- název: Velký javor, Věstoňovický javor
- druh: javor klen (Acer pseudoplatanus)[1]
- výška: 6 m[1], 16,5 m (2001)[4], 19 m[2]
- obvod: 740 (1975)[5], 808 cm (2001)[4], 815 cm[1], 830 cm[2]
- věk: 600 let[2]
- zdravotní stav: 4 (2001)[4]
- sanace: naposledy v 90. letech

### Stav stromu a údržba
Kmen je zcela dutý, mnohačetně otevřený a nese již jen pozůstatky tří kosterních větví. Síla dřeva je maximálně 20–25 cm. Menší větve jsou ale zdravé a olistěné. Javor byl v minulosti vyvázán, v 90. letech 20. století byla vazba opravena, dutina konzervována a proveden zdravotní řez.

## Historie a pověsti
Vypráví se, že před dávnou dobou si jako své sídlo javor vybrala víla, ochránkyně lesů, protože byl nejkrásnějším stromem širokého okolí.

## Další zajímavosti
Věstoňovický javor se dostal do finále ankety Strom roku 2010, kde obsadil 6. místo. Také mu byl věnován prostor v televizním pořadu Paměť stromů, konkrétně v dílu č. 14: Stromy pohádek a tajemných sil. Před lety si i místní zemědělské družstvo zvolilo název inspirovaný tímto stromem – Javor.

## Památné a významné stromy v okolí
- Buky u Velkého javoru (původně dva, jeden zanikl mezi lety 2000–2010)
- Jalovec u Horních Vilémovic (zanikl při vichřici, zhruba 1996–97)
- Vantiberské lípy (3 z původně 4 lip u křižovatky Červená Lhota – Okřešice a Čechtín – Račerovice, 7,5 km po silnici, 3 km cyklostezkou, JZ)
- Alej v Červené Lhotě (31 z původních 58 stromů, lípy, jírovce, javory, 7,5 km Z)
- Valíčkův dub (u Račerovic, 12 km silnice, 7 km cyklostezka, J)
- Račerovická borovice (14 km silnice, 12 km cyklostezka, JZ), zanikla